# United Overseas Bank
United Overseas Bank Limited (UOB) — сингапурская финансовая группа. Третий крупнейший (после DBS Bank и Oversea-Chinese Banking Corporation) банк Сингапура. Сеть банка насчитывает более 500 отделений в 19 странах Азии, Европы и Северной Америки, в первую очередь в Сингапуре, Индонезии, Малайзии и Таиланде. Штаб-квартира находится в OUB Centre, одном из самых высоких зданий Сингапура.

## История
Банк был основан в 1935 год под названием United Chinese Bank (Объединённый китайский банк). В 1965 год название было изменено на United Overseas Bank (это было вызвано открытием отделения в Гонконге, где же был банк с названием United Chinese Bank). В последующие годы был поглощён ряд других сингапурских банков, таких как Chung Khiaw Bank Limited в 1971 году, Lee Wah Bank Limited в 1973 году, Fast Eastern Bank Limited в 1984 году, Industrial & Commercial Bank Limited в 1987 году и Overseas Union Bank в 2001 году (четвёртый крупнейший банк Сингапура).

## Руководство
- Хсиэ Фу Хуа (Hsieh Fu Hua) — независимый председатель совета директоров с 2013 года, член совета директоров с 2012 года.
- Ви Ээ Чеон (Wee Ee Cheong) — заместитель председателя и главный исполнительный директор с 2007 года, член совета директоров с 1990 года.

## Деятельность
Основные подразделения:
- Розничный банкинг (Group Retail);
- Корпоративный и институциональный банкинг (Group Wholesale Banking);
- Казначейские услуги и рынки (Global Markets);
- Прочее — страхование, операции с недвижимостью, управление активами.

Основным регионом деятельности является Сингапур, на него приходится 58 % выручки и 61 % активов, далее по значимости следуют Малайзия (11 % выручки), Таиланд (10,5 %), КНР (8,5 %), Индонезия (5 %).
Отделения банка имеются в следующих странах: Индонезия (180), Таиланд (154), Сингапур (69), Малайзия (48), КНР (22), Австралия (4), а также по три отделения в Гонконге, Тайване, США, Канаде, по два в Брунее, Индии, Японии, Республике Корея, по одному в Великобритании, Франции, Филиппинах и Вьетнаме.
| Год                 | 2001  | 2002  | 2003  | 2004  | 2005  | 2006  | 2007  | 2008  | 2009  | 2010  | 2011  | 2012  | 2013  | 2014  | 2015  | 2016  | 2017  | 2018  | 2019  | 2020  |
| ------------------- | ----- | ----- | ----- | ----- | ----- | ----- | ----- | ----- | ----- | ----- | ----- | ----- | ----- | ----- | ----- | ----- | ----- | ----- | ----- | ----- |
| Выручка             | 2,224 | 3,079 | 3,160 | 3,259 | 3,762 | 4,224 | 4,872 | 5,520 | 5,405 | 5,507 | 5,699 | 6,495 | 6,720 | 7,457 | 8,048 | 8,061 | 8,851 | 9,116 | 10,03 | 9,176 |
| Чистая прибыль      | 0,925 | 1,006 | 1,202 | 1,452 | 1,709 | 2,570 | 2,109 | 1,937 | 1,902 | 2,426 | 2,327 | 2,803 | 3,008 | 3,249 | 3,209 | 3,096 | 3,390 | 4,008 | 4,343 | 2,915 |
| Активы              | 113,9 | 107,4 | 113,4 | 134,9 | 145,1 | 161,3 | 175,0 | 182,9 | 185,6 | 213,8 | 237,0 | 252,9 | 284,2 | 306,7 | 316,0 | 340,0 | 358,6 | 388   | 404,4 | 431,8 |
| Собственный капитал | 12,72 | 12,61 | 13,28 | 13,44 | 14,93 | 16,79 | 17,33 | 15,57 | 18,99 | 21,47 | 22,97 | 25,08 | 26,39 | 29,57 | 30,77 | 32,87 | 36,85 | 38    | 39,86 | 41,13 |

## Дочерние компании
Банкинг
- United Overseas Bank (Malaysia) Bhd (Малайзия, 100 %)
- United Overseas Bank (Thai) Public Company Limited (Таиланд, 99,7 %)
- PT Bank UOB Indonesia (Индонезия, 99 %)
- United Overseas Bank (China) Limited (КНР, 100 %)
- UOB Australia Limited (Австралия, 100 %)

Страхование
- United Overseas Insurance Limited (Сингапур, 58 %)

Инвестиции
- UOB Capital Management Pte Ltd (Сингапур, 100 %)
- UOB International Investment Private Limited (Сингапур, 100 %)
- UOB Property Investments Pte. Ltd. (Сингапур, 100 %)
- UOB Property Investments China Pte Ltd (Сингапур, 100 %)
- UOB Venture Management (Shanghai) Co., Ltd (КНР, 100 %)
- UOB Holdings (USA) Inc. (США, 100 %)
- UOB Asset Management Ltd (Сингапур, 100 %)
- UOB Asset Management (Malaysia) Berhad (Малайзия, 70 %)
- UOB Asset Management (Thailand) Co., Ltd. (Таиланд, 100 %)
- UOB Venture Management Private Limited (Сингапур, 100 %)
- UOB Global Capital LLC (США, 70 %)
- UOB Alternative Investment Management Pte Ltd (Сингапур, 100 %)

Другие направления деятельности:
- UOB Bullion and Futures Limited (Сингапур, 100 %, клиринговые и брокерские услуги, операции с золотыми слитками)
- Industrial & Commercial Property (S) Pte Ltd (Сингапур, 100 %, операции с недвижимостью)
- PT UOB Property (Индонезия, 100 %, операции с недвижимостью)
- UOB Realty (USA) Ltd Partnership (США, 100 %, операции с недвижимостью)
- UOB Travel Planners Pte Ltd (Сингапур, 100 %, турагентство)